# Civilization Online
Civilization Online est un MMORPG développé par XL Games, édité par 2K Games et Take-Two, développé avec le moteur CryEngine 3. Il est actuellement au stade de la bêta-test en Corée du Sud. Il se veut être dans la lignée des Sid Meier’s Civilization et à destination du marché asiatique.

## Concept de jeu
Le jeu propose de choisir parmi quatre civilisations : les Aztèques, les Égyptiens, les Chinois et les Romains
,. Il y aura six ères pour chaque civilisation (l'Âge de pierre, le Moyen Âge, la Renaissance, etc.).
L'innovation prétendu par le jeu est la coopération entre les joueurs pour construire leurs propres civilisations. Il y aura un système où un « joueur spécial » pourra créer des bâtiments clés et les débuts de villes, car sinon « la mise en place de leurs propres petites villes serait chaotique » si chaque joueur commençait sa propre cité.

Les villes pourront s'affronter.
Les serveurs ne seront pas infinis dans le temps auront une durée de vie.
Ce jeu reprend les bases des RTS (real time strategy).

## Développement
Le développement du jeu a commencé en 2010. Le jeu a eu quelques phases de bêta test en Corée du Sud :
- 1re session de bêta-test, du 27 mai au 1er juin 2014[7].
- 2e session de bêta-test, le 22 novembre 2014[8].